# Homokkúszó
A homokkúszó (angolul: sandcrawler) egy utas- és teherszállító jármű a Csillagok háborúja elképzelt univerzumában, amelyet főleg a dzsavák használnak.

## Leírása
A homokkúszó hatalmas, lassú, ormótlan, szögletes formájú lánctalpas jármű, ami eredetileg a Tatuin sivatagjainak mostoha körülményei közt végzett külfejtéses bányászati tevékenység kiszolgálására volt tervezve. Miután a bányászok elhagyták a Tatuint (több évszázaddal a yavini csata előtt), a bolygó egyik őslakos népének a tagjai, a dzsavák birtokba vették és átalakították azokat lakható szállítóeszközzé, amivel a dűnéket járva nyugodtan guberálhattak és kereskedhettek. A Tatuinon közönséges látvány a sivatagban araszoló homokkúszó.
A yavini csata előtt néhány ezer évvel úgy tűnt, hogy a Tatuinon jól lehetne bányászni. Azonban e bolygó ásványai gyenge minőségűnek bizonyultak, ezenkívül a bányászok és a homokkúszóik állandóan a taszkenek támadásainak voltak kitéve. E két tényező miatt a bányászcégek hamarosan feladták a Tatuin ásványainak a megszerzését, pénzük pedig nem maradt a gépek és a járművek elszállításához, így azok ott maradtak gazdátlanul.
Az elhagyott járműóriásokat a dzsavák hamarosan elfoglalták. Kevésbé ismert az, hogy sok homokkúszót a taszkenek adtak el a dzsaváknak; talán emiatt tudják a taszkenek olyan könnyen elfoglalni a homokkúszókat.
Ebben a járműben mágneses daru, naperőmű, javítóműhelyek, raktárak és lakóhelyek vannak. Az évek során a homokkúszó fölhasználása valódi életmóddá alakult át a dzsava társadalomban. A homokkúszót a klán férfi főnöke vezeti. Évente egyszer az összes klán tagjai összegyűlnek a homokkúszóikkal az úgynevezett Dűne-tenger hatalmas medencéjében (a tengerben természetesen nincsen víz, hiszen ez a Tatuin). Itt mindenfélét csereberélnek egymással, megosztják a történeteiket, még a fiaikat és a lányaikat is házassági ajándékként kezelik.
A Galaktikus Birodalom idején a birodalmi rohamosztagosok számos ilyen járművet semmisítettek meg C-3PO-t és R2-D2-t keresve.

## Megjelenése a filmekben, könyvekben, videojátékokban
A homokkúszó több Csillagok háborúja-filmben is szerepel, továbbá könyvekben és videojátékokban is szerepet kap.

## Fordítás
- Ez a szócikk részben vagy egészben a Sandcrawler című Wookieepedia-szócikk fordítása. Az eredeti cikk szerkesztőit annak laptörténete sorolja fel.